# Igor Lewczuk
Igor Lewczuk (Białystok, 30 de maio de 1985) é um futebolista polaco que atua como zagueiro. Atualmente joga pelo Legia Varsóvia.

## Carreira
Igor Lewczuk começou a carreira no Hetman Białystok.

## Títulos
Legia Warszawa
- Campeonato Polonês: 2015–2016
- Copa da Polônia: 2014–15, 2015–16

Zawisza Bydgoszcz
- Copa da Polônia: 2013–14

Jagiellonia Białystok
- Copa da Polônia: 2009–10